# Адамс, Джейн
Джейн Адамс (англ. Jane Adams; род. 1 апреля 1965) — американская актриса театра, кино и телевидения, лауреат премий «Тони», «Драма Деск» и номинант на «Золотой глобус».

## Биография
Джейн Адамс родилась в Вашингтоне, округ Колумбия, где и закончила Вашингтонский университет со степенью бакалавра изобразительных искусств в 1989 году.
Адамс добилась известности благодаря многочисленным ролям в нью-йоркских театральных сценах, а в 1994 году выиграла премии «Тони» и «Драма Деск» за выступление в пьесе An Inspector Calls. Это привело её к ролям второго плана в кино в таких картинах, как «Отец невесты», «Чуткий сон», «Я люблю неприятности», «Миссис Паркер и порочный круг», «Отец невесты 2», «Вам письмо», «Вундеркинды», «Страна чудаков», «Годовщина», «Вечное сияние чистого разума», «Лемони Сникет: 33 несчастья», «Последний отпуск», «Как малые дети», «Отважная», «Безумие» и «Не сдавайся». Она также сыграла главную роль в фильме 1998 года «Счастье», за которую получила премию кинофестиваля «Сандэнс».
На телевидении Адамс известна по ролям в телесериалах «Фрейзер» (1999—2000) и «Жеребец» (2009—2011). За роль в последнем она получила номинацию на премию «Золотой глобус» за лучшую женскую роль второго плана на телевидении в 2010 году. Она появилась в эпизодах сериалов «Закон и порядок: Преступное намерение» и «Доктор Хаус», снялась в двух недолго просуществовавших сериалах Relativity (1996) и The American Revolution (1997).

## Избранная фильмография
| Год  |   | Русское название | Оригинальное название | Роль  |
| ---- | - | ---------------- | --------------------- | ----- |
| 2007 | с | Доктор Хаус      | House                 | Бонни |